# Juan Curuchet
Juan Esteban Curuchet (né le 4 février 1965 à Buenos Aires) est un coureur cycliste sur piste argentin. Durant sa carrière, il est spécialiste de la course aux points, de l'américaine et des courses de Six jours. 
Aux Jeux olympiques de Pékin en 2008, il devient champion olympique de l'américaine, quatre ans après avoir décroché un titre de champion du monde de la spécialité en 2004. Il est l'athlète argentin avec le plus de participation aux Jeux olympiques, ayant participé à six d'entre eux en 1984, 1988, 1996, 2000, 2004 et 2008. Il a également remporté deux médailles d'argent et huit médailles de bronze aux championnats du monde sur piste. Aux Jeux panaméricains, il compte un total de cinq médailles, dont trois en or (en 1999, 2003 et 2007) et deux d'argent (1983, 2003). En 2013, il est élu sénateur de la province de Buenos Aires par le Front pour la victoire.

## Repères biographiques
Il fait équipe avec son frère Gabriel jusqu'en 2001, puis avec Edgardo Simón de 2000 à 2002. C'est ensuite avec Walter Pérez qu'il obtient ses meilleurs résultats. En 2004, ils sont sacrés champions du monde de l'américaine à Melbourne. En 2008, Juan Curuchet participe à 43 ans à ses sixièmes Jeux olympiques à Pékin et y remporte avec Perez la médaille d'or de l'américaine.
La victoire dans la course à l'américaine, qu'il obtient avec Walter Pérez, sur le vélodrome de Melbourne, lors des mondiaux 2004 est le premier titre obtenu par l'Argentine, dans la catégorie Élite.
De même, la victoire dans la course à l'américaine, qu'il obtient avec Walter Pérez, sur le vélodrome de Laoshan, lors des Jeux de 2008 est le premier titre olympique obtenu par l'Argentine, en cyclisme.

## Palmarès sur piste

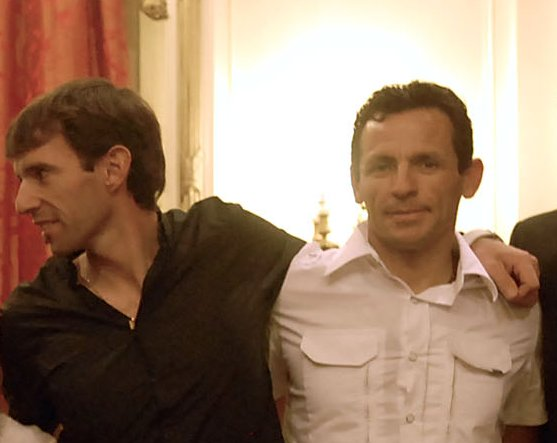
Walter Pérez et Juan Curruchet lors de la réception présidentielle des médaillés olympiques à la Casa Rosada en 2008.

### Jeux olympiques
- Los Angeles 1984
  - 5e de la course aux points[4].
- Séoul 1988
  - 5e de la course aux points[5].
- Atlanta 1996
  - 23e de la course aux points[6].
- Sydney 2000
  - 7e de l'américaine (avec Gabriel Curuchet)[7].
  - 14e de la course aux points[8].
- Athènes 2004
  - 9e de l'américaine (avec Walter Pérez)[9].
  - 13e de la course aux points[10].
- Pékin 2008
  -  Champion olympique de l'américaine (avec Walter Pérez)[11].
  - 18e de la course aux points[12].

### Championnats du monde
- Valence 1992
  -  Médaillé de bronze de la course aux points

- Bogota 1995
  -  Médaillé d'argent de l'américaine (avec Gabriel Curuchet)

- Perth 1997
  -  Médaillé de bronze de l'américaine (avec Gabriel Curuchet)

- Bordeaux 1998
  - 7e de l'américaine (avec Gabriel Curuchet)[13].

- Berlin 1999
  - 4e de l'américaine (avec Gabriel Curuchet)[14].
  - 11e de la course aux points[15].

- Manchester 2000
  -  Médaillé de bronze de l'américaine (avec Edgardo Simón)[16].
  - Quatrième de la course aux points[17].

- Anvers 2001
  -  Médaillé de bronze de l'américaine (avec Gabriel Curuchet)[18].
  -  Médaillé d'argent de la course aux points[19].

- Copenhague 2002
  -  Médaillé de bronze de l'américaine (avec Edgardo Simón)[20].
  -  Médaillé de bronze de la course aux points[21].

- Stuttgart 2003
  -  Médaillé de bronze de l'américaine (avec Walter Pérez)[22].
  - 19e de la course aux points[23].

- Melbourne 2004
  -  Champion du monde de l'américaine (avec Walter Pérez)[24].
  -  Médaillé de bronze de la course aux points[25].

- Los Angeles 2005
  - 12e de la course aux points[26].
  - 13e de l'américaine (avec Walter Pérez)[27].

- Bordeaux 2006
  -  Médaillé de bronze de l'américaine (avec Walter Pérez)

### Coupe du monde
- 1996
  - 1er de l'américaine à Cali (avec Gabriel Curuchet)
  - 1er de l'américaine à La Havane (avec Gabriel Curuchet)
  - 2e de la course aux points à Cali
- 1997
  - 2e de l'américaine à Cali
  - 2e de la course aux points à Fiorenzuola d'Arda
  - 3e de l'américaine à Trexlertown
  - 3e de la course aux points à Athènes
- 1998
  - 1er de l'américaine à Cali (avec Gabriel Curuchet)
- 1999
  - 1er de l'américaine à Frisco (avec Gabriel Curuchet)
  - 1er de la course aux points à Cali
  - 2e de l'américaine à Cali
- 2003
  - 1er de l'américaine à Aguascalientes (avec Walter Pérez)
  - 1er de l'américaine au Cap (avec Walter Pérez)
  - 2e de la course aux points à Aguascalientes
- 2004
  - 1er de l'américaine à Moscou (avec Walter Pérez)
  - 1er de la course aux points à Aguascalientes
  - 1er de l'américaine à Sydney (avec Walter Pérez)
  - 3e de la course aux points à Moscou
- 2006-2007
  - 3e de la course aux points à Manchester

### Championnats panaméricains
- São Paulo 1982
  -  Médaillé d'or de la poursuite par équipes
- Medellín 2001
  -  Médaillé d'or de la course à l'élimination
  -  Médaillé d'argent de la poursuite par équipes
  -  Médaillé de bronze de l'américaine (avec Gabriel Curuchet)
- Mar del Plata 2005
  -  Médaillé d'or de la course aux points
  -  Médaillé d'or de l'américaine (avec Walter Pérez)
- São Paulo 2006
  -  Médaillé d'or de l'américaine (avec Walter Pérez)
  - Quatrième de la course aux points[28]

### Jeux panaméricains
- Caracas 1983
  -  Médaillé d'argent de la course aux points

- Winnipeg 1999
  -  Médaillé d'or de l'américaine (avec Gabriel Curuchet)

- Saint-Domingue 2003
  -  Médaillé d'or de l'américaine (avec Walter Pérez)
  -  Médaillé d'argent de la poursuite par équipes

- Rio de Janeiro 2007
  -  Médaillé d'or de l'américaine (avec Walter Pérez)

### Jeux sud-américains
- Buenos Aires 2006
  -  Médaillé d'or de l'américaine (avec Walter Pérez)[29]

### Six Jours
- 1995 : Six Jours de Mar del Plata (avec Gabriel Curuchet)
- 1999 : Six Jours de Buenos Aires (avec Gabriel Curuchet)
- 2000 : Six Jours de Buenos Aires (avec Gabriel Curuchet)
- 2003 : Six Jours de Fiorenzuola d'Arda (avec Giovanni Lombardi)
- 2007 : Six Jours de Turin (avec Walter Pérez)

### Championnats nationaux
| - 1985 - Champion d'Argentine de course aux points - 1987 - Champion d'Argentine de course aux points - 1988 - Champion d'Argentine de course aux points - 1998 - Champion d'Argentine de l'américaine (avec Gabriel Curuchet) - 1999 - Champion d'Argentine de course aux points - Champion d'Argentine de l'américaine (avec Gabriel Curuchet) | - 2000 - Champion d'Argentine de l'américaine (avec Gabriel Curuchet) - Champion d'Argentine de course par élimination - 2002 - Champion d'Argentine de l'américaine (avec Alfredo Palavecino) - 2003 - Champion d'Argentine de l'américaine (avec Walter Pérez) - 2004 - Champion d'Argentine de l'américaine (avec Ángel Dario Colla) - 2005 - Champion d'Argentine de course aux points |  |

## Palmarès sur route
| - 1984 - Los Tres Días de la Repubblica Argentina - 1991 - 7e étape du Tour d'Argentine - 1993 - Los Tres Días de la Repubblica Argentina - 1994 - Vuelta al Valle - 2e de la Doble Bragado - 1995 - Los Tres Días de la Repubblica Argentina - 1997 - Doble Bragado : - Classement général - 2e et 4e (contre-la-montre) étapes - Los Tres Días de la Repubblica Argentina - Tour de San Rafael - 1998 - Champion d'Argentine du contre-la-montre - Doble Bragado : - Classement général - 1re et 4e (contre-la-montre) étapes | - 2000 - Doble Bragado : - Classement général - 5e étape (contre-la-montre) - 2002 - Champion d'Argentine du contre-la-montre - 2003 - Doble Bragado : - Classement général - 5ea étape (contre-la-montre) - 3e du Tour de San Juan - 2006 - 2e de la Doble Bragado - 2007 - 2e de la Doble Bragado - 2e de la Clásica 1° de Mayo - 2e du Criterium de Apertura - 2009 - Champion d'Argentine du contre-la-montre - 7e étape de la Doble Bragado - 10e étape du Tour de Mendoza - 3e de la Doble Bragado |  |